# トネレロ通り
座標: 南緯22度58分03秒 西経43度11分13秒 / 南緯22.967580度 西経43.187000度

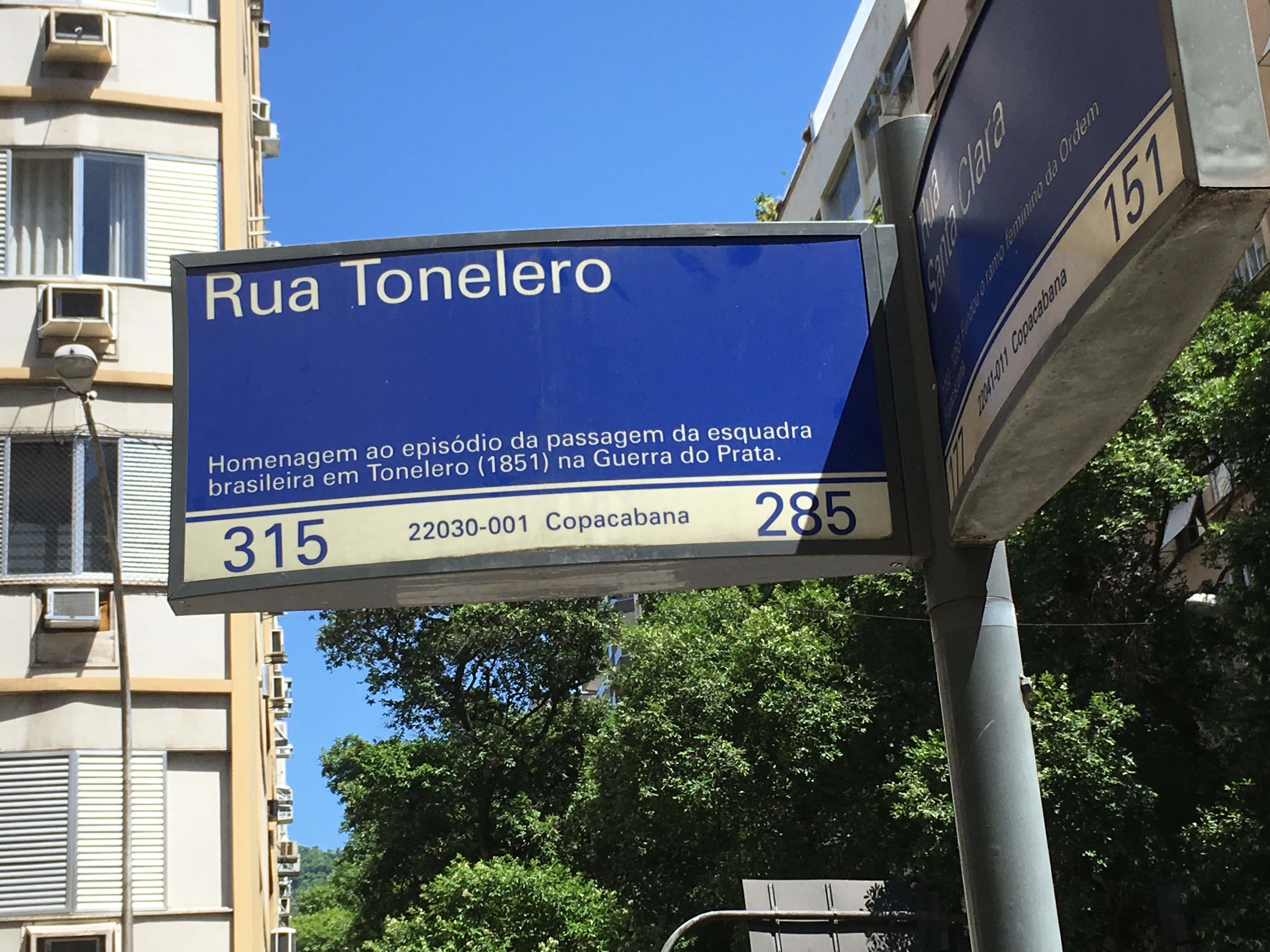
トネレロ通りとサンタクララ通り (Rua Santa Clara) の角の標識。

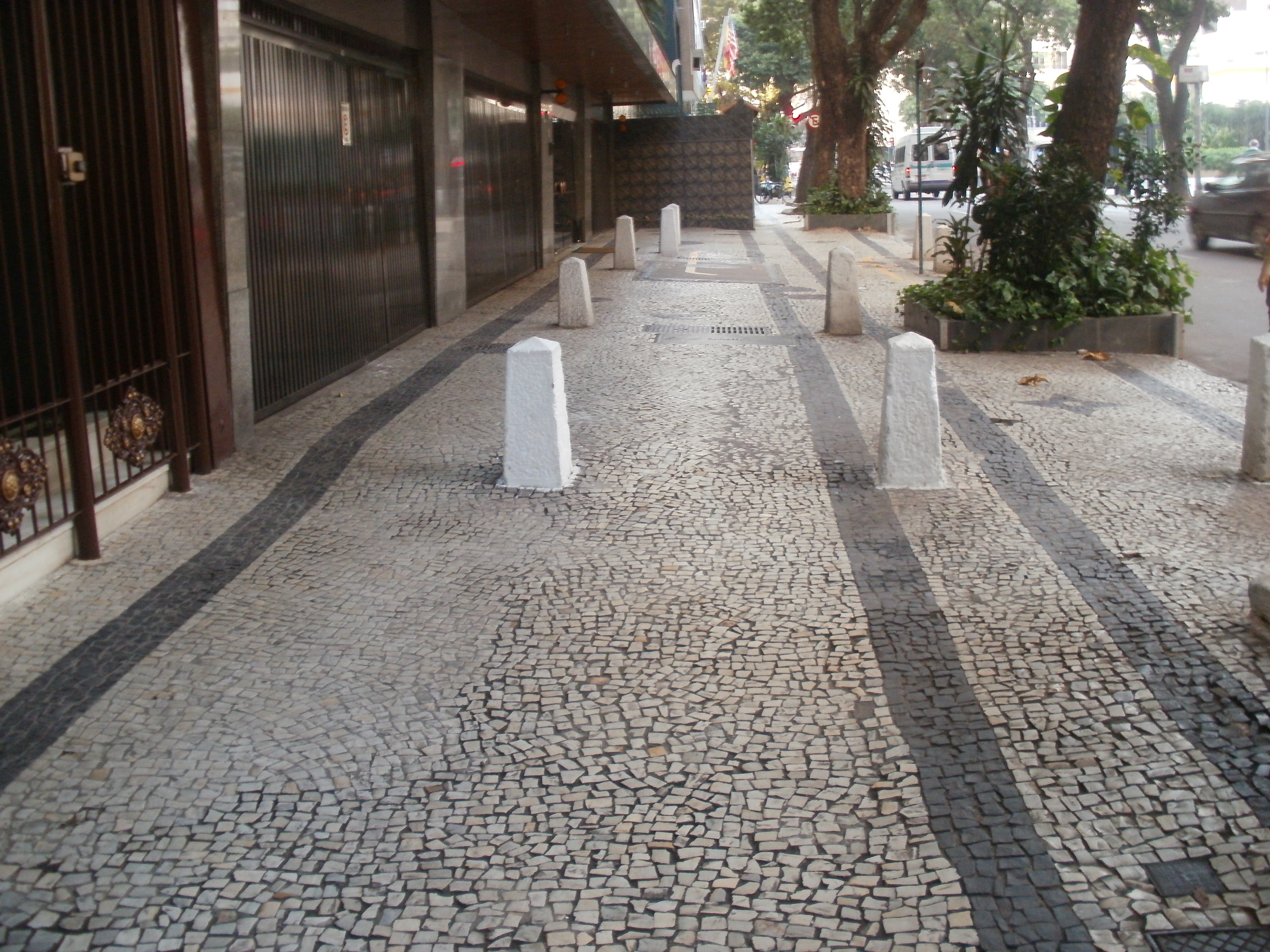
トネレロ通りの歩道、2011年撮影。

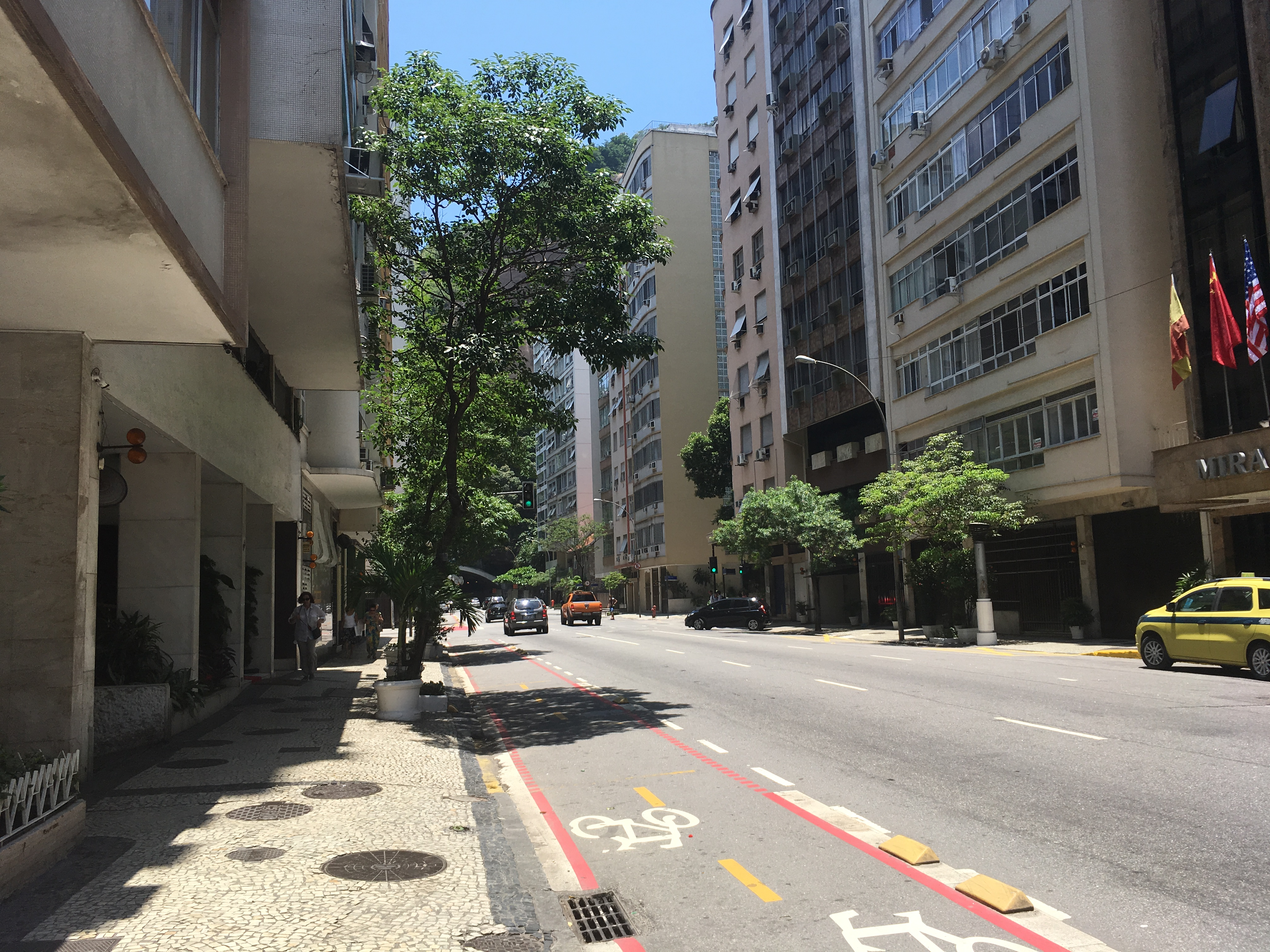
トネレロ通り、2018年撮影。

トネレロ通り（トネレロどおり、ポルトガル語: Rua Tonelero）は、ブラジル、リオデジャネイロ市内のコパカバーナ近傍に位置する街路。その名称はパソ・デル・トネレロの戦いに由来するものである。
コパカバーナの中心部に位置し、周辺地域の主要幹線道路のひとつとされるトネレロ通りは、北東 - 南西に伸びる海岸線から500メートル (m) ほど離れた内陸側を並行する、全長1キロメートル (km) 足らず街路であり、東北端（南緯22度57分53秒 西経43度10分53秒 / 南緯22.964727度 西経43.181413度）はカーデアル・アーコベルデ広場 (Praça Cardeal Arcoverde)、南西端（南緯22度58分11秒 西経43度11分26秒 / 南緯22.969813度 西経43.190492度）はマヨル・バス・トンネル (Túnel Maj. Vaz) に接している。通りの半ばには、リオデジャネイロ地下鉄のシクエイラ・カンポス駅が位置している。

## トネレロ通り襲撃事件
1954年5月8日、トネレロ通りにおいて、当時、大統領ジェトゥリオ・ヴァルガスを批判する急先鋒であったカルロス・ラセルダに対する暗殺未遂事件が起こり、この一件はトネレロ通り襲撃事件と称されるようになった。
この事件は、共和国大統領ジェトゥリオ・ヴァルガスがその後8月24日に自殺し、政権が崩壊したことによって、歴史的重要性をもつことになった。